# Jardín Botánico Tropical Xishuangbanna
El Jardín Botánico Tropical Xishuangbanna, CAS o en chino: 中国科学院西双版纳热带植物园 (XTBG), es un jardín botánico de unas 900 hectáreas de extensión, que se encuentra en la ciudad de Xishuangbanna, en la provincia de Yunnan, China. 
Depende administrativamente de la Academia China de las Ciencias, (CAS). 
Presenta trabajos para la International Agenda Registration-(Agenda Internacional para la Conservación en los Jardines Botánicos).
El código de identificación internacional del Jardín Botánico Tropical Xishuangbanna como miembro del "Botanic Gardens Conservation Internacional" (BGCI), así como las siglas de su herbario es HITBC.

## Localización
El Jardín Botánico Tropical Xishuangbanna se encuentra delimitado por el río Luosuo, un afluente del río Mekong, el lugar del parque pertenece a una prefectura autónoma Dai (Prefectura autónoma dai de Xishuangbanna) y está habitada por más de 10 nacionalidades minoritarias autónomas.
Xishuangbanna Tropical Botanical Garden, CAS 中国科学院西双版纳热带植物园 Ciudad de Menglun, condado de Mengla, Xishuangbanna Yunnan 666303, China.
Planos y vistas satelitales.21°41′0″N 101°25′0″E / 21.68333, 101.41667
- Altitud 570 m s. n. m.
- Temperatura media anual 21.7 °C
- Promedio de lluvia anual 1500 mm.

## Historia
El XTBG se creó en 1959 bajo la dirección de botánico Cai Xitao.
El XTBG era un afiliado del Instituto Botánico Kunming, CAS, dependiente de la Academia China de las Ciencias rama de Kunming (KIB-CAS). 
En 1996, el CAS decidió que el XTBG se separa del KIB, y lo aprobó como un instituto de investigación independiente, dirigido a consolidar la capacidad de la investigación para los recursos biológicos, la prospección y la conservación de la biodiversidad en el suroeste China. 
Desde su fundación, el XTBG ha mantenido una explotación sostenible, de uso y conservación de los recursos de las plantas tropicales, y ha realizado investigaciones sobre la conservación de la diversidad de las plantas, etnobotánica, y usos económicos de las plantas de la zona. 

## Colecciones
El jardín incluye diversos paisajes, donde hay bosque protegido:
- Selva tropical húmeda
- Selva tropical de monzón
- Selva de hoja perenne subtropical.

Con casi 40 años, más de 3000 especies de plantas se han recogido y se han cultivado en cerca de 20 colecciones vivas de plantas :
- Arboretum, con unas 10 hectáreas y unas 1200 especies de árboles introducidos de otras zonas de China y del exterior. Además, se cultivan 23 especies y variedades de árboles madereros en esta colección, usando la teca y otras maderas como una ayuda de financiación.
- Colección de plantas raras y amenazadas, en un área de 90 hectáreas, hay unas 2000 especies y subespecies de las plantas tropicales amenazadas, 60 de ellas especies protegidas a nivel nacional.
- Orquideario es un área de una hectárea con más de 400 especies y variedades de orquídeas.
- Plantas de sotobosque, las plantas que se crían a la sombra del dosel forestal tropical como helechos, Gingiberaceae y Arum.
- Bambusería, el jardín de bambú tiene una extensión de 6 hectáreas y 136 especies, subespecies y variedades de bambúes. Es una base para recoger, conservar y estudiar los recursos de bambú.
- Palmetum, está considerado como el centro del jardín botánico, con 150 especies de las palmas locales y exóticas, ocupando una extensión de 5 hectáreas.

## Actividades
Con una plantilla de 207 científicos, entre ellos, 50 con el título de sénior consolidado, llevan a cabo una profunda investigación de recursos, de la prospección y de la conservación biológica, de unas de las zonas de mayor biodiversidad en el suroeste de China.
Colaboran con numerosas instituciones botánicas de todo el mundo y producen un gran volumen de escritos y comunicaciones resultado de sus investigaciones.